# Селлерс, Пирс
Пирс Джон Селлерс (англ. Piers John Sellers; 11 апреля 1955, Кроуборо, графство Восточный Суссекс, Великобритания — 23 декабря 2016, Хьюстон, США) — англо-американский учёный, астронавт НАСА.

## Образование
Окончил школу «Кранбрук Скул Кент» (англ. Cranbrook School, Kent). Степень бакалавра в области экологии Селлерс получил в университете Эдинбурга. Степень доктора в области биометеорологии получил в университете Лидса. Работал в области метеорологии и специализировался в компьютерном моделировании систем климата.

## Карьера

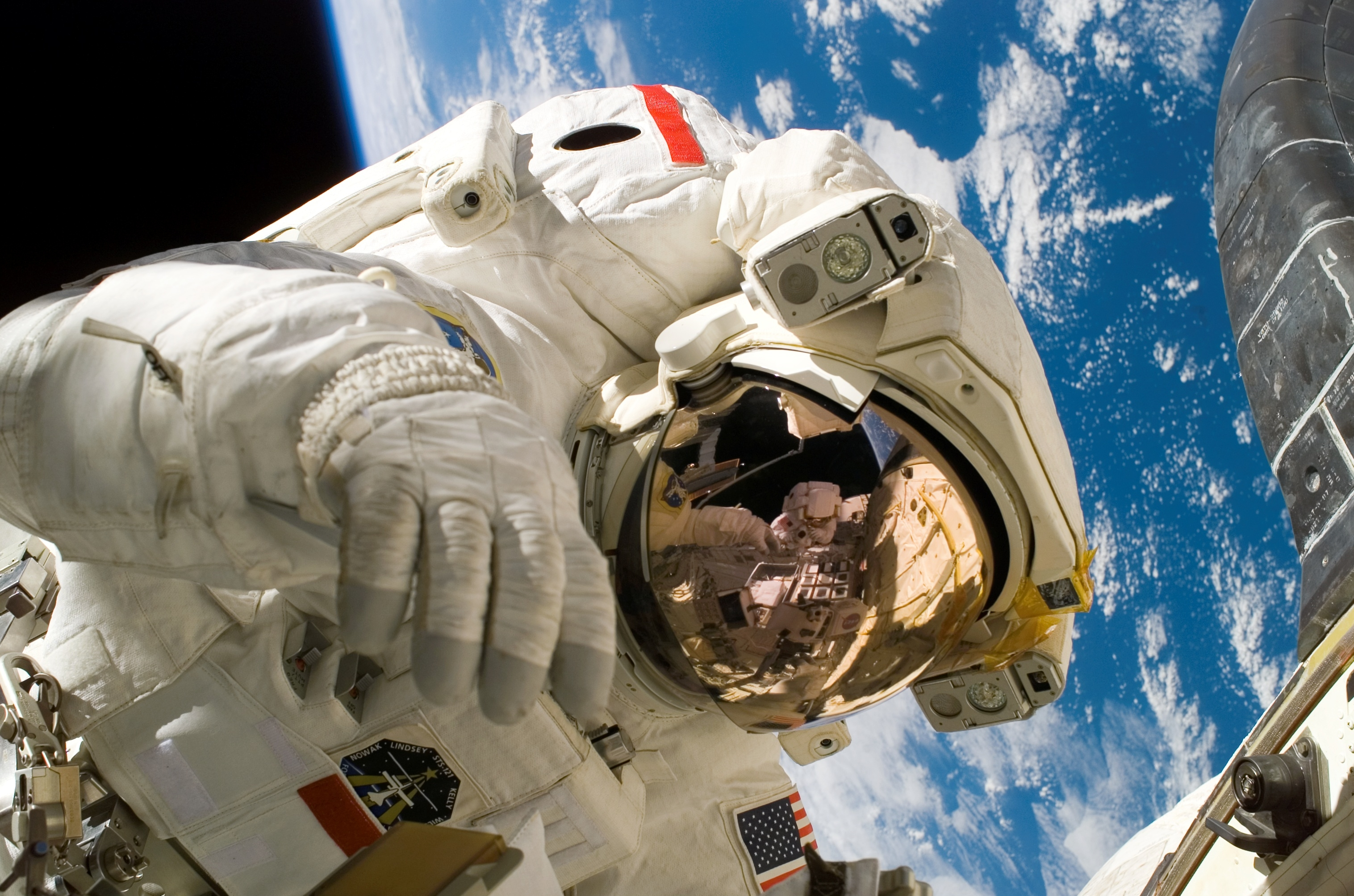
Пирс Джон Селлерс в открытом космосе.

В 1982 году покинул Великобританию и переехал в Мэриленд, США. С 1984 года пытался стать астронавтом, но ему мешало отсутствие гражданства США.
Только в 1991 году он получил американское гражданство.
Был выбран кандидатом в астронавты НАСА в 1996 году. Свой первый космический полёт он совершил в 2002 году в составе экипажа шаттла «Атлантис» STS-112. Во время этого полёта, трижды выходил в открытый космос, что было связано со строительством Международной космической станции.
Второй космический полёт совершил на шаттле «Дискавери» STS-121 в июле 2006 года. Во время этого полёта он трижды выходил в открытый космос.
Третий космический полет осуществил на шаттле «Атлантис» STS-132 в мае 2010 года.
Общее время пребывания в космосе составляет 35 суток 9 часов 2 минуты.
Совершил 6 выходов в открытый космос общей продолжительностью 41 час 11 минут.